# Campeonato Europeu de Futebol de 2008/Grupo D
O Grupo D do Campeonato Europeu de Futebol de 2008 é um dos quatro grupos de nações concorrentes ao UEFA Euro 2008.
A primeira ronda de jogos foram jogados a 10 de Junho, e a última ronda a 18 de Junho.
Todos os seis jogos grupo será jogado em locais da Áustria, em Innsbruck e de Salzburgo.
O grupo era composto pela campeã do Euro 2004, a Grécia, bem como Suécia, Espanha e a Rússia.
A Grécia, Espanha e Rússia tinham já pertencido ao mesmo grupo no Campeonato Europeu anterior.
Na sequência de uma vitória 4-1 sobre a Rússia no primeiro jogo, a Espanha garantiu a primeira posição no grupo com uma vitória 2-1 sobre Suécia, no segundo jogo.
A sua qualificação para os quartos-de-final foi assegurada após a Rússia bater a Grécia no mesmo dia, condenando os dententores do título para a última posição do grupo.
A segunda selecção a qualificar-se para os quartos-de-final foi pelo jogo entre a Suécia e a Rússia, com a Suécia necessitando apenas de evitar a derrota para passar. No entanto, a Rússia ganhou por 2-0 e qualificou-se para os quartos-de-final.
| Pos | Equipe  | Pts | J | V | E | D | GP | GC | SG | Classificado          |
| --- | ------- | --- | - | - | - | - | -- | -- | -- | --------------------- |
| 1   | Espanha | 9   | 3 | 3 | 0 | 0 | 8  | 3  | +5 | Equipes classificadas |
| 2   | Rússia  | 6   | 3 | 2 | 0 | 1 | 4  | 4  | 0  | Equipes classificadas |
| 3   | Suécia  | 3   | 3 | 1 | 0 | 2 | 3  | 4  | −1 | Eliminado             |
| 4   | Grécia  | 0   | 3 | 0 | 0 | 3 | 1  | 5  | −4 | Eliminado             |

## Espanha vs Rússia
| 10 de Junho de 2008 18:00 | Espanha                            | 4 - 1     | Rússia           | Tivoli-Neu Stadion, Innsbruck Público: Árbitro: Konrad Plautz |
|                           | Villa 20' 44' 75' · Fàbregas 90+1' | Relatório | Pavlyuchenko 86' |                                                               |

| ESPANHA:       |    |                   |  |     |
|                |    |                   |  |     |
| GK             | 1  | Iker Casillas (c) |  |     |
| RB             | 15 | Sergio Ramos      |  |     |
| CB             | 5  | Carles Puyol      |  |     |
| CB             | 4  | Carlos Marchena   |  |     |
| LB             | 11 | Joan Capdevila    |  |     |
| RM             | 21 | David Silva       |  | 77' |
| CM             | 19 | Marcos Senna      |  |     |
| CM             | 8  | Xavi              |  |     |
| LM             | 6  | Andrés Iniesta    |  | 63' |
| CF             | 7  | David Villa       |  |     |
| CF             | 9  | Fernando Torres   |  | 54' |
| Substituições: |    |                   |  |     |
| MF             | 10 | Cesc Fàbregas     |  | 54' |
| MF             | 12 | Santi Cazorla     |  | 63' |
| MF             | 14 | Xabi Alonso       |  | 77' |
| Seleccionador: |    |                   |  |     |
| Luis Aragonés  |    |                   |  |     |

| RÚSSIA:        |    |                     |  |     |     |
|                |    |                     |  |     |     |
| GK             | 1  | Igor Akinfeyev      |  |     |     |
| RB             | 22 | Aleksandr Anyukov   |  |     |     |
| CB             | 14 | Roman Shirokov      |  |     |     |
| CB             | 8  | Denis Kolodin       |  |     |     |
| LB             | 18 | Yuri Zhirkov        |  |     |     |
| DM             | 11 | Sergey Semak (c)    |  |     |     |
| CM             | 17 | Konstantin Zyryanov |  |     |     |
| CM             | 20 | Igor Semshov        |  | 58' |     |
| RW             | 21 | Dmitriy Sychov      |  | 46' |     |
| CF             | 19 | Roman Pavlyuchenko  |  |     |     |
| Substituições: |    |                     |  |     |     |
| MF             | 23 | Vladimir Bystrov    |  | 46' | 70' |
| MF             | 7  | Dmitriy Torbinskiy  |  | 58' |     |
| FW             | 6  | Roman Adamov        |  |     | 70' |
| Seleccionador: |    |                     |  |     |     |
| Guus Hiddink   |    |                     |  |     |     |

| Homem do jogo: David Villa Árbitros assistentes: Egon Bereuter Markus Mayr Quarto árbitro: Grzegorz Gilewski |

## Grécia vs Suécia
| 10 de Junho de 2008 20:45 | Grécia | 0 - 2     | Suécia                        | Estádio Wals Siezenheim, Salzburgo Público: Árbitro: Massimo Busacca |
|                           |        | Relatório | Ibrahimović 67' · Hansson 72' |                                                                      |

| GRÉCIA:        |    |                          |     |     |
|                |    |                          |     |     |
| GK             | 1  | Antonios Nikopolidis     |     |     |
| RB             | 2  | Giourkas Seitaridis      | 51' |     |
| CB             | 16 | Sotirios Kyrgiakos       |     |     |
| CB             | 19 | Paraskevas Antzas        |     |     |
| CB             | 5  | Traianos Dellas          |     | 70' |
| LB             | 15 | Vasilis Torosidis        | 61' |     |
| RM             | 9  | Angelos Charisteas       | 1'  |     |
| CM             | 6  | Angelos Basinas (c)      |     |     |
| CM             | 21 | Konstantinos Katsouranis |     |     |
| LM             | 10 | Giorgos Karagounis       |     |     |
| CF             | 17 | Theofanis Gekas          |     | 46' |
| Substituições: |    |                          |     |     |
| FW             | 7  | Georgios Samaras         |     | 46' |
| FW             | 20 | Ioannis Amanatidis       |     | 70' |
| Seleccionador: |    |                          |     |     |
| Otto Rehhagel  |    |                          |     |     |

| SUÉCIA:        |    |                       |  |     |
|                |    |                       |  |     |
| GK             | 1  | Andreas Isaksson      |  |     |
| RB             | 7  | Niclas Alexandersson  |  | 74' |
| CB             | 3  | Olof Mellberg         |  |     |
| CB             | 4  | Petter Hansson        |  |     |
| LB             | 2  | Mikael Nilsson        |  |     |
| DM             | 8  | Anders Svensson       |  |     |
| RM             | 21 | Christian Wilhelmsson |  | 78' |
| LM             | 9  | Fredrik Ljungberg (c) |  |     |
| AM             | 19 | Daniel Andersson      |  |     |
| CF             | 10 | Zlatan Ibrahimović    |  | 71' |
| CF             | 17 | Henrik Larsson        |  |     |
| Substituições: |    |                       |  |     |
| FW             | 11 | Johan Elmander        |  | 71' |
| DF             | 5  | Fredrik Stoor         |  | 74' |
| FW             | 22 | Markus Rosenberg      |  | 78' |
| Seleccionador: |    |                       |  |     |
| Lars Lagerbäck |    |                       |  |     |

| Homem do jogo: Zlatan Ibrahimović Árbitros assistentes: Matthias Arnet Stéphane Cuhat Quarto árbitro: Ivan Bebek |

## Suécia vs Espanha

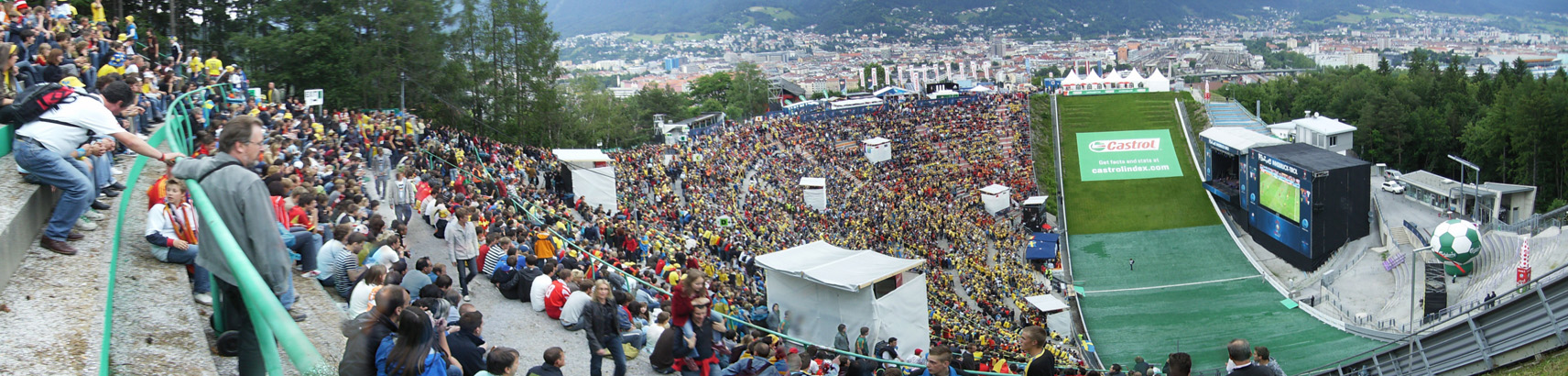
Concentração de adeptos numa fanzone em Innsbruck, na Áustria, a assistir ao jogo entre a Suécia e a Espanha

| 14 de Junho de 2008 18:00 | Suécia          | 1 - 2     | Espanha                           | Tivoli-Neu Stadion, Innsbruck Público: Árbitro: |
|                           | Ibrahimović 34' | Relatório | Fernando Torres 15' · Villa 90+2' |                                                 |

| SUÉCIA:        |    |                       |     |     |
|                |    |                       |     |     |
| GK             | 1  | Andreas Isaksson      |     |     |
| RB             | 5  | Fredrik Stoor         |     |     |
| CB             | 3  | Olof Mellberg         |     |     |
| CB             | 4  | Petter Hansson        |     |     |
| LB             | 2  | Mikael Nilsson        |     |     |
| RM             | 11 | Johan Elmander        |     | 79' |
| CM             | 19 | Daniel Andersson      |     |     |
| CM             | 8  | Anders Svensson       | 55' |     |
| LM             | 9  | Fredrik Ljungberg (c) |     |     |
| CF             | 17 | Henrik Larsson        |     | 87' |
| CF             | 10 | Zlatan Ibrahimović    |     | 46' |
| Substituições: |    |                       |     |     |
| FW             | 22 | Markus Rosenberg      |     | 46' |
| MF             | 18 | Sebastian Larsson     |     | 79' |
| MF             | 16 | Kim Källström         |     | 87' |
| Seleccionador: |    |                       |     |     |
| Lars Lagerbäck |    |                       |     |     |

| ESPANHA:       |    |                   |     |     |
|                |    |                   |     |     |
| GK             | 1  | Iker Casillas (c) |     |     |
| RB             | 15 | Sergio Ramos      |     |     |
| CB             | 4  | Carlos Marchena   | 53' |     |
| CB             | 5  | Carles Puyol      |     | 24' |
| LB             | 11 | Joan Capdevila    |     |     |
| RM             | 6  | Andrés Iniesta    |     | 59' |
| CM             | 19 | Marcos Senna      |     |     |
| CM             | 8  | Xavi              |     | 59' |
| LM             | 21 | David Silva       |     |     |
| CF             | 7  | David Villa       |     |     |
| CF             | 9  | Fernando Torres   |     |     |
| Substituições: |    |                   |     |     |
| DF             | 2  | Raúl Albiol       |     | 24' |
| MF             | 10 | Cesc Fàbregas     |     | 59' |
| MF             | 12 | Santi Cazorla     |     | 59' |
| Seleccionador: |    |                   |     |     |
| Luis Aragonés  |    |                   |     |     |

| Homem do jogo: David Villa Árbitros assistentes: Adriaan Inia Hans ten Hoove Quarto árbitro: Craig Thomson |

## Grécia vs Rússia
| 14 de Junho de 2008 20:45 | Grécia | 0 - 1     | Rússia       | Estádio Wals Siezenheim, Salzburgo Público: Árbitro: |
|                           |        | Relatório | Zyryanov 35' |                                                      |

| GRÉCIA:        |    |                          |     |     |
|                |    |                          |     |     |
| GK             | 1  | Antonios Nikopolidis     |     |     |
| RB             | 2  | Giourkas Seitaridis      |     | 40' |
| CB             | 5  | Traianos Dellas          |     |     |
| CB             | 16 | Sotirios Kyrgiakos       |     |     |
| LB             | 15 | Vasilis Torosidis        |     |     |
| RM             | 21 | Konstantinos Katsouranis |     |     |
| CM             | 6  | Angelos Basinas (c)      |     |     |
| LM             | 3  | Christos Patsatzoglou    |     |     |
| AM             | 9  | Angelos Charisteas       |     |     |
| AM             | 20 | Ioannis Amanatidis       |     | 80' |
| CF             | 23 | Nikos Liberopoulos       | 58' | 61' |
| Substituições: |    |                          |     |     |
| MF             | 10 | Giorgos Karagounis       | 42' | 40' |
| FW             | 17 | Theofanis Gekas          |     | 61' |
| MF             | 8  | Stelios Giannakopoulos   |     | 80' |
| Seleccionador: |    |                          |     |     |
| Otto Rehhagel  |    |                          |     |     |

| RÚSSIA:        |    |                     |     |     |
|                |    |                     |     |     |
| GK             | 1  | Igor Akinfeyev      |     |     |
| RB             | 22 | Aleksandr Anyukov   |     |     |
| CB             | 8  | Denis Kolodin       |     |     |
| CB             | 4  | Sergey Ignashevich  |     |     |
| LB             | 18 | Yuri Zhirkov        |     | 87' |
| DM             | 11 | Sergey Semak (c)    |     |     |
| RM             | 7  | Dmitriy Torbinskiy  | 84' |     |
| CM             | 17 | Konstantin Zyryanov |     |     |
| CM             | 20 | Igor Semshov        |     |     |
| CF             | 19 | Roman Pavlyuchenko  |     |     |
| Substituições: |    |                     |     |     |
| FW             | 9  | Ivan Sayenko        | 77' | 70' |
| DF             | 2  | Vasiliy Berezutskiy |     | 87' |
| Seleccionador: |    |                     |     |     |
| Guus Hiddink   |    |                     |     |     |

| Homem do jogo: Roman Pavlyuchenko Árbitros assistentes: Alessandro Griselli Paolo Calcagno Quarto árbitro: Olegário Benquerença |

## Grécia vs Espanha
| 18 de Junho de 2008 20:45 | Grécia         | 1 - 2     | Espanha                   | Estádio Wals Siezenheim, Salzburgo Público: Árbitro: |
|                           | Charisteas 42' | Relatório | de la Red 60' · Güiza 88' |                                                      |

| GRÉCIA:        |    |                          |       |     |
|                |    |                          |       |     |
| GK             | 1  | Antonios Nikopolidis (c) |       |     |
| RB             | 11 | Loukas Vyntra            | 90+1' |     |
| CB             | 16 | Sotirios Kyrgiakos       |       | 62' |
| CB             | 5  | Traianos Dellas          |       |     |
| LB             | 4  | Nikos Spiropoulos        |       |     |
| DM             | 6  | Angelos Basinas          | 72'   |     |
| DM             | 21 | Konstantinos Katsouranis |       |     |
| CM             | 10 | Giorgos Karagounis       | 34'   | 74' |
| RW             | 14 | Dimitrios Salpigidis     |       | 86' |
| LW             | 20 | Ioannis Amanatidis       |       |     |
| CF             | 9  | Angelos Charisteas       |       |     |
| Substituições: |    |                          |       |     |
| DF             | 19 | Paraskevas Antzas        |       | 62' |
| MF             | 22 | Alexandros Tziolis       |       | 74' |
| MF             | 8  | Stelios Giannakopoulos   |       | 86' |
| Seleccionador: |    |                          |       |     |
| Otto Rehhagel  |    |                          |       |     |

| ESPANHA:       |    |                   |     |     |
|                |    |                   |     |     |
| GK             | 23 | José Manuel Reina |     |     |
| RB             | 18 | Álvaro Arbeloa    | 45' |     |
| CB             | 2  | Raúl Albiol       |     |     |
| CB             | 20 | Juanito           |     |     |
| LB             | 3  | Fernando Navarro  |     |     |
| DM             | 22 | Rubén de la Red   |     |     |
| DM             | 14 | Xabi Alonso (c)   |     |     |
| RW             | 16 | Sergio García     |     |     |
| AM             | 10 | Cesc Fàbregas     |     |     |
| LW             | 6  | Andrés Iniesta    |     | 58' |
| CF             | 17 | Daniel Güiza      | 41' |     |
| Substituições: |    |                   |     |     |
| MF             | 12 | Santi Cazorla     |     | 58' |
| Seleccionador: |    |                   |     |     |
| Luis Aragonés  |    |                   |     |     |

| Homem do jogo: Xabi Alonso Árbitros assistentes: Darren Cann Mike Mullarkey 4º Árbitro: Stéphane Lannoy |

## Rússia vs Suécia
| 18 de Junho de 2008 20:45 | Rússia                          | 2 - 0     | Suécia | Tivoli-Neu Stadion, Innsbruck Público: Árbitro: Frank de Bleeckere |
|                           | Pavlyuchenko 24' · Arshavin 50' | Relatório |        |                                                                    |

| RÚSSIA:        |    |                     |     |     |
|                |    |                     |     |     |
| GK             | 1  | Igor Akinfeyev      |     |     |
| RB             | 22 | Aleksandr Anyukov   |     |     |
| CB             | 4  | Sergey Ignashevich  |     |     |
| CB             | 8  | Denis Kolodin       | 76' |     |
| LB             | 18 | Yuri Zhirkov        |     |     |
| DM             | 11 | Sergey Semak (c)    | 57' |     |
| RM             | 17 | Konstantin Zyryanov |     |     |
| CM             | 20 | Igor Semshov        |     |     |
| SS             | 10 | Andrey Arshavin     | 65' |     |
| CF             | 19 | Roman Pavlyuchenko  |     | 90' |
| Substituições: |    |                     |     |     |
| FW             | 9  | Ivan Sayenko        |     | 66' |
| MF             | 23 | Vladimir Bystrov    |     | 90' |
| Seleccionador: |    |                     |     |     |
| Guus Hiddink   |    |                     |     |     |

| SUÉCIA:        |    |                       |     |     |
|                |    |                       |     |     |
| GK             | 1  | Andreas Isaksson      | 10' |     |
| RB             | 5  | Fredrik Stoor         |     |     |
| CB             | 3  | Olof Mellberg         |     |     |
| CB             | 4  | Petter Hansson        |     |     |
| LB             | 2  | Mikael Nilsson        |     | 79' |
| RM             | 11 | Johan Elmander        | 49' |     |
| CM             | 19 | Daniel Andersson      |     | 56' |
| CM             | 8  | Anders Svensson       |     |     |
| LM             | 9  | Fredrik Ljungberg (c) |     |     |
| CF             | 17 | Henrik Larsson        |     |     |
| CF             | 10 | Zlatan Ibrahimović    |     |     |
| Substituições: |    |                       |     |     |
| MF             | 16 | Kim Källström         |     | 56' |
| FW             | 20 | Marcus Allbäck        |     | 79' |
| Seleccionador: |    |                       |     |     |
| Lars Lagerbäck |    |                       |     |     |

| Homem do jogo: Andrey Arshavin Árbitros assistentes: Peter Hermans Alex Verstraeten 4º Árbitro: Kristinn Jakobsson |